# Sopoćkinie
Sopoćkinie (biał. Сапоцкін, Sapockin) – dawne miasto, obecnie osiedle typu miejskiego na Białorusi w rejonie grodzieńskim obwodu grodzieńskiego, oddalone o 26 km od Grodna. W 2010 liczyło 1300 mieszkańców, w większości Polaków. Główny ośrodek Suwalszczyzny Sopoćkińskiej, tj. współczesnego białoruskiego skrawka historycznej Suwalszczyzny.
Prywatne miasto szlacheckie położone w drugiej połowie XVI wieku w powiecie grodzieńskim województwa trockiego.
Znajdują tu się dwie parafie – prawosławna pw. Przemienienia Pańskiego i rzymskokatolicka pw. Wniebowzięcia Najświętszej Maryi Panny i św. Jozafata Kuncewicza.

## Historia
W 1514 r. król Zygmunt I Stary nadał miejscowość Święck (Сьвяцск) Szymkowi Sopoćko, w tym miejscu w 1560 powstało miasteczko Sopoćkinie. W 1612 r. fundatorem kościoła został Jan Wołłowicz (którego płyta nagrobna wmurowana jest w ścianę kościoła), a w 1780 r. Jan Gosiewski ufundował cerkiew. Do trzeciego rozbioru Sopoćkinie pozostały w Wielkim Księstwie Litewskim (od 1569 roku część I Rzeczypospolitej), od 1793 zaś r. w województwie grodzieńskim. Działała tu huta szkła, młyn wodny i tartak.
Po III rozbiorze Polski w 1795 r. Sopoćkinie zostały przejściowo włączone do Królestwa Prus (zabór pruski), do prowincji Prusy Nowowschodnie. Już w 1807 r. nastąpiło wyzwolenie i Sopoćkinie znalazły się w departamencie łomżyńskim w Księstwie Warszawskim podczas wojen napoleońskich. Po kongresie wiedeńskim, latach 1815–1915, miasto wchodziło w skład Królestwa Polskiego (Kongresowego) pod panowaniem Imperium Rosyjskiego (zabór rosyjski) – od 1816 r. w województwie augustowskim, od 1837 r. w guberni augustowskiej, a od 1867 r. w suwalskiej. Dawna przynależność do guberni suwalskiej ziem aż do Niemna (na odcinku do ujścia Łosośnej) pozwala zaliczyć miasto do historycznej Suwalszczyzny i traktować je jako stolicę jej białoruskiej części (zob. Suwalszczyzna Sopoćkińska). Władze carskie odebrały prawa miejskie 31 maja 1870 w ramach represji po powstaniu styczniowym przeciwko rosyjskiemu zaborcy, gdyż walki obejmowały także okolice Sopoćkiń, a wielu mieszkańców wzięło w nich udział.

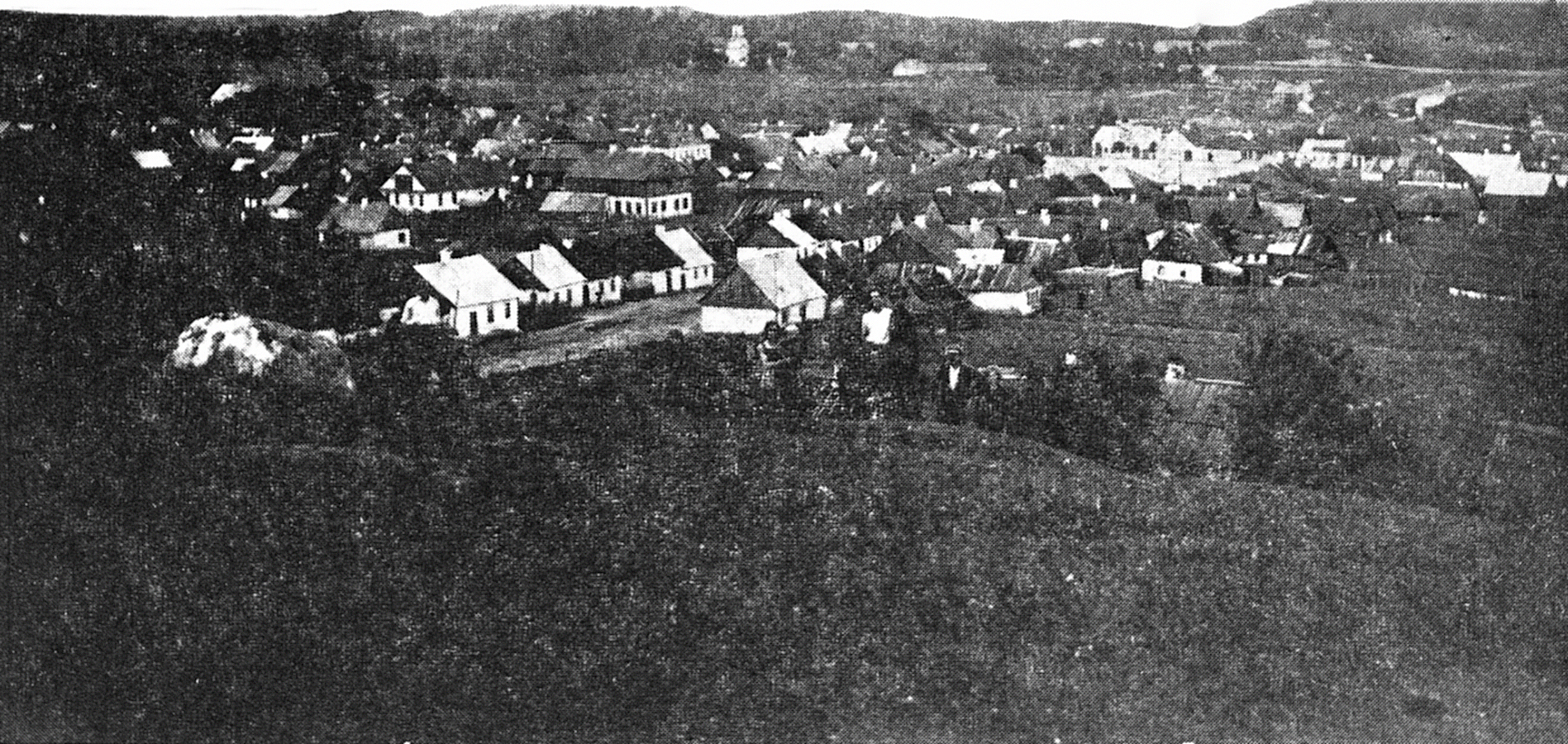
Sopoćkinie w pierwszych dziesięcioleciach XX w.

W 1827 r. Sopoćkinie liczyły 98 domów i 733 mieszkańców, zaś w 1858 – 160 domów i 1568 mieszkańców. W 1890 r. w mieście były 173 domy i 2457 mieszkańców, znajdował się urząd i sąd gminny, poczta, olejarnia. W 1879 r. majątek kościoła przekazany został na klasztor prawosławny. W 1905 roku, dzięki ukazowi cara Mikołaja II, odrodziła się tu parafia rzymskokatolicka i większość prawosławnych, którym w 1875 r. narzucono prawosławie, przeszła na katolicyzm. Kościół nosi wezwanie Wniebowzięcia NMP i św. Jozafata Kuncewicza.
W 1915 roku nastąpiło wycofanie się wojsk rosyjskich oraz opuszczenie Sopoćkiń i okolic przez administrację rosyjską. Po wycofaniu się Rosjan, na obszar ten wkroczyły wojska niemieckie, które wyparły wojska rosyjskie z niemal całego terenu zaboru rosyjskiego (w tym i Sopoćkiń).

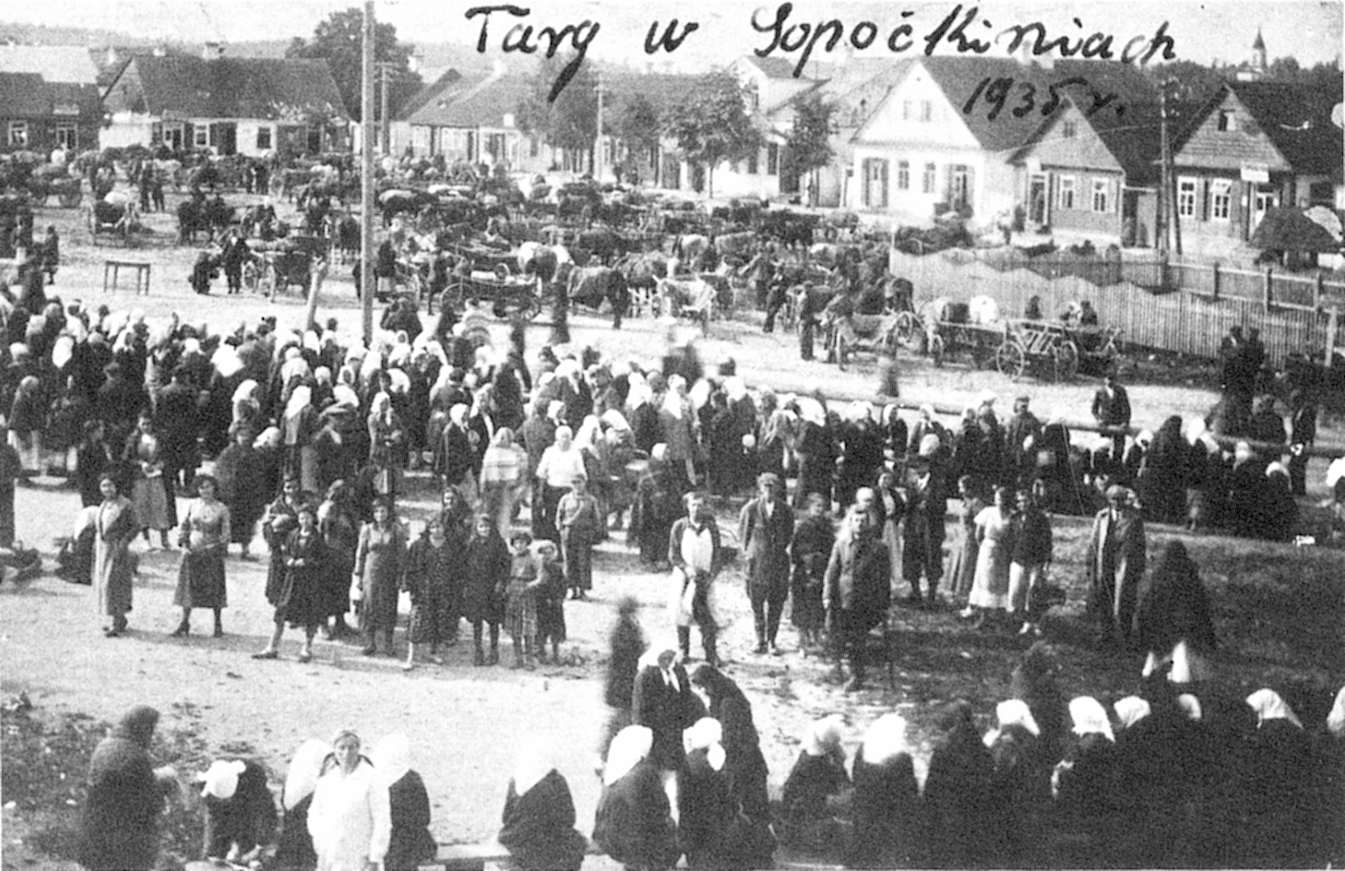
Targ w Sopoćkiniach w 1935

Po I wojnie światowej miejscowość w granicach Rzeczypospolitej Polskiej do 1939 roku, siedziba wiejskiej gminy Wołłowiczowce w powiecie augustowskim.
Według Powszechnego Spisu Ludności z 1921 roku zamieszkiwało tu 1774 osoby, wśród których 875 było wyznania rzymskokatolickiego, 10 prawosławnego, 1 ewangelickiego a 888 mojżeszowego. Jednocześnie 1533 mieszkańców zadeklarowało polską przynależność narodową, a 241 żydowską. Było tu 294 budynków mieszkalnych.
22 września 1939 roku, po obronie Grodna, Armia Czerwona rozstrzelała tutaj dowódcę obrony, generała Józefa Olszynę-Wilczyńskiego i jego adiutanta kapitana Strzemeskiego. Sopoćkinie znalazły się pod okupacją sowiecką. Początkowo siedziba rejonu sopoćkińskiego w obwodzie białostockim, a od 1944 r. w obwodzie grodzieńskim. Od 1959 r. znajduje się w rejonie grodzieńskim.
Przed wojną mieszkało tu wielu Żydów, z których większość została zamordowana przez Niemców. Społeczność żydowska posiadała synagogę powstałą w II poł. XVIII wieku (obecnie nieistniejącą), oraz szkołę koedukacyjną. W roku szkolnym 1930/31 uczęszczało na zajęcia 76 uczniów, lekcje prowadziło 4 nauczycieli.
Okres okupacji sowieckiej zakończył się w czerwcu 1941 roku, kiedy na teren ten wkroczyli Niemcy. Podczas okupacji hitlerowskiej, w grudniu 1941 roku Niemcy utworzyli getto dla żydowskich mieszkańców. Przebywało w nim około 600 osób. 2 listopada 1942 roku Niemcy ostatecznie zlikwidowali getto. Żydów wywieziono do obozu w Kiełbasinie. 
Na mocy postanowień konferencji jałtańskiej, władze sowieckie zobowiązały się do zwrotu Polsce terytoriów na zachód od linii Curzona, która w tym rejonie przebiega wzdłuż Niemna. Miejscowość Sopoćkinie znajduje się na zachód od linii Curzona, ponadto zamieszkana była prawie wyłącznie przez Polaków. Mimo to, zapadła decyzja o pozostawieniu jej w składzie Białoruskiej SRR. W lipcu 1944 roku mieszkańcy Sopoćkiń utworzyli komitet, który 15 lipca 1945 roku skierował list do Pana Posła Poselstwa Polskiego w Moskwie z prośbą o pomoc i interwencję na rzecz zmiany decyzji:

wobec tego że rejon sopoćkiński zamieszkały jest w 100% przez Polaków i na podstawie Krymskiej konferencji granica powinna być przemieszczona po linii Kerzona, a linia ta przechodzi po rzece Niemen i dlatego cały rejon sopoćkiński przypadnie Polsce i dlatego nie należało by rujnować ludzi materialnie w tym rejonie, a szczególnie teraz przed żniwami, dlatego i prosimy Pana Posła o terminową interwencję zatrzymania wywozu Polaków z tego rejonu oraz roztoczenie opieki nad nami

Ambasada Polska, będąc jednak w pełni uzależniona od woli ZSRR, nie była w stanie podjąć żadnych kroków w tym kierunku. W rezultacie Sopoćkinie pozostały w granicach Białoruskiej SRR.
W 1988 r. miała miejsce ekshumacja poległych żołnierzy Wojska Polskiego i ich pochówek w pobliskich Kaletach, a w 1991 r. Rada Ochrony Pamięci Walk i Męczeństwa dokonała renowacji kwatery wojskowej w Sopoćkiniach. Sopoćkinie były jedynym miastem na Białorusi, w którym dopuszczono dwujęzyczne polsko-białoruskie nazwy ulic. W 1991 r. Rada Wiejska, złożona w większości z Polaków, przegłosowała zmiany nazw ulic i zawieszono dwujęzyczne tablice po polsku i białorusku. W 2006 r. szef Komitetu Kontroli Państwowej nakazał usunięcie polskich tablic. W miejscowym kościele swoją siedzibę ma rzymskokatolicki dekanat Sopoćkinie.

### Historia świątyń (od 1908)
W 1908 roku w klasztorze znajdowały się dwie świątynie: Przemienienia Pańskiego (dawny kościół rzymskokatolicki w Teolinie) oraz refektarz pod wezwaniem Opieki Matki Bożej, zbudowany w 1898 roku w celu wzmocnienia prawosławia na tym obszarze. Zainteresowanie życiem monasteru wykazywały również znane osobistości w Imperium Rosyjskim. We wrześniu 1900 roku odwiedził go protojerej Iwan Siergijew, który przeszedł do historii jako św. Jan Kronsztadzki. Klasztor faktycznie żył z datków ojca Jana, który w poprzednich latach istnienia przekazał na niego 50 tysięcy rubli. Zakonnice kupiły za te pieniądze folwark Józefatowa, pracowały w nim i karmiły dziewczynki z sierocińca. Po dekrecie carskim o tolerancji religijnej parafia rzymskokatolicka w Teolinie została odbudowana, jednak w dawnym budynku kościoła dalej znajdował się prawosławny klasztor. W związku z tym miejscowy właściciel ziemi Piotr Górski uzyskał zgodę wojewody Suwałkowskiego na budowę drewnianej świątyni i przeznaczył materiał budowlany. 
Już w 1907 roku powstał kościół pw. św. Jozafata. Niemal natychmiast po wybuchu I wojny światowej, na początku 1914 roku, żeński klasztor wyprowadził się z Teolina do Grodna. W sierpniu 1916 roku wyzwolonej świątyni przywrócono status kościoła, a drewniany budynek rozebrano i przekazano katolikom do wsi Pawłówka, która obecnie znajduje się na terenie Polski.
W czasach radzieckich parafianie przez kilka dziesięcioleci sami bronili kościoła i swojej wiary. Przez ostatnie lata parafia rzymskokatolicka w Teolinie oficjalnie nazywa się parafią w Sopoćkiniach.

## Zabytki

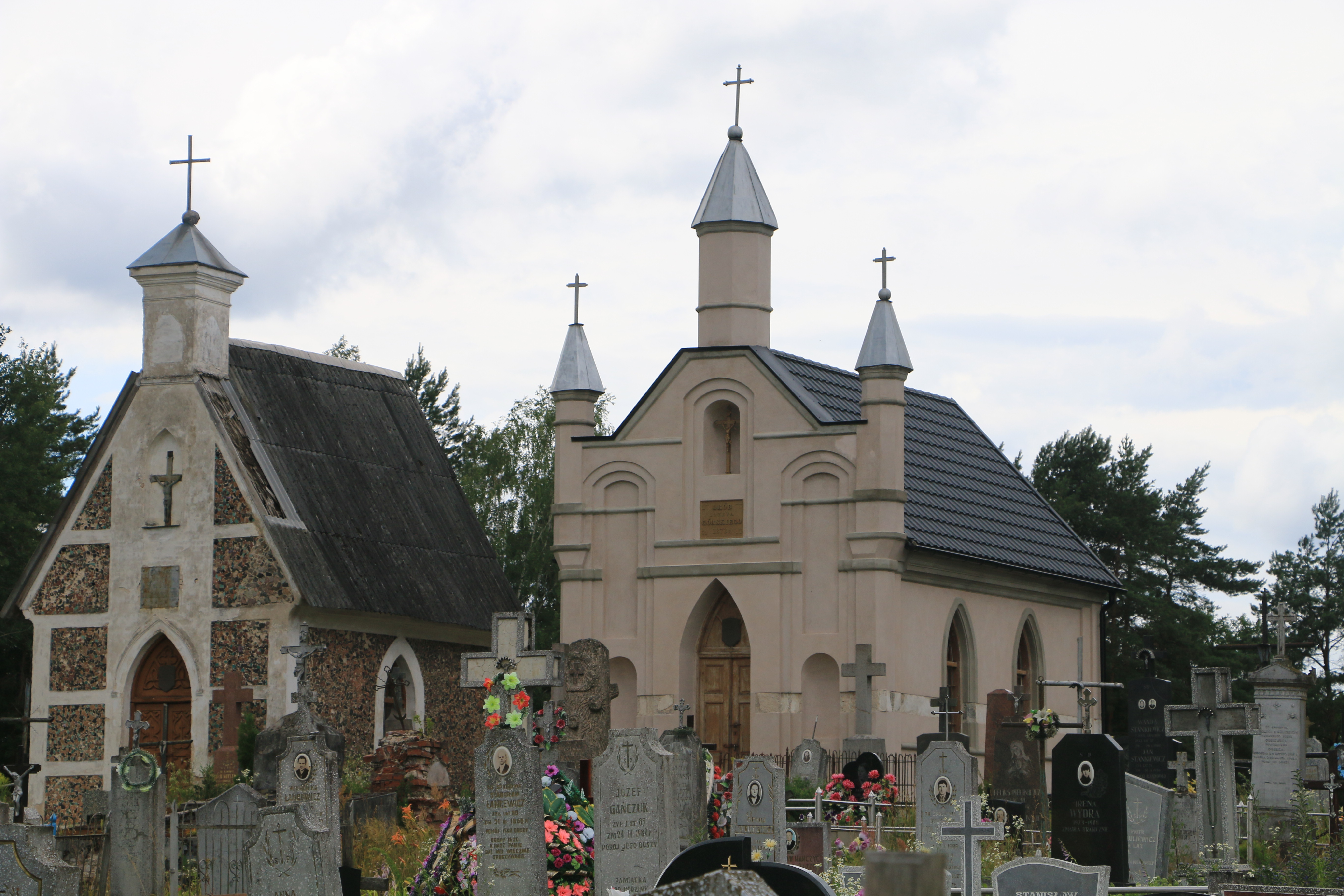
Cmentarz polski z kaplicami J. Dziekońskiej i J. Górskiego

- kościół Wniebowzięcia NMP z 1789 roku
- Cmentarz żołnierzy polskich poległych podczas wojny 1919–1920 i podczas kampanii wrześniowej w dniach 17–22 września 1939
- Kaplica grobowa J. Dziekońskiej z 1858 r.
- Kaplica grobowa Józefa Górskiego zm. 1873
- cmentarz żydowski (założony ok. 1750, mieści się przy ul. Szkolnej)[13]
- bunkry 68 Grodzieńskiego Rejonu Umocnionego Linii Mołotowa

## Inne obiekty

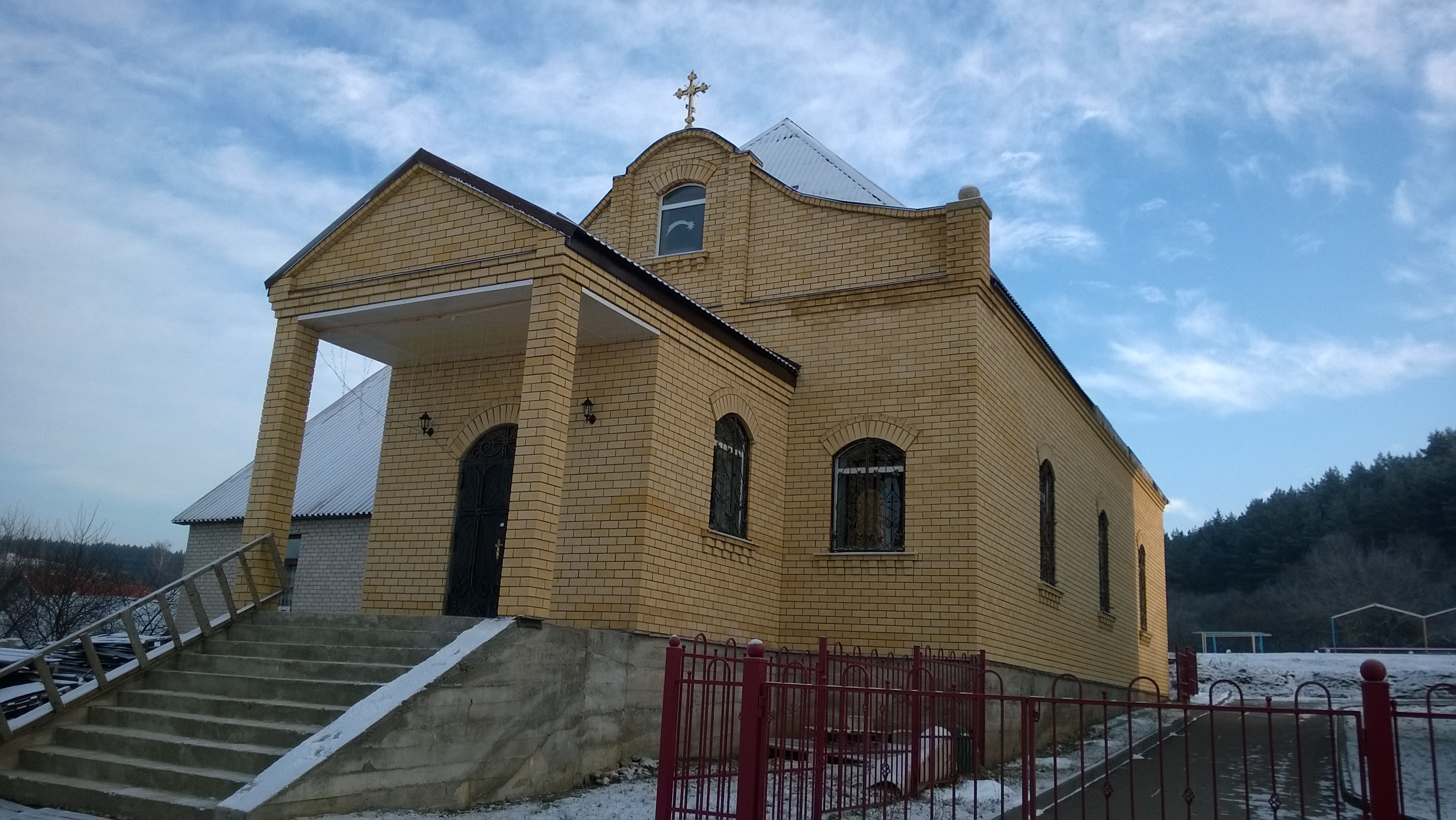
Cerkiew Przemienienia Pańskiego

- cerkiew prawosławna pw. Przemienienia Pańskiego, dawny budynek szkolny przeniesiony w latach 70. XX w. z Kalet, następnie całkowicie przebudowany i rozbudowany[3]

## Liczba mieszkańców
- 1827 – 733
- 1921 – 1774
- 2010 – 1300[14]
- 2015 – 1027[15]
- 2017 – 983[16]
- 2018 – 977[1]